# Ole Scherfig
Ole Scherfig f. Jensen (født 22. december 1930 i Østervrå, død 2. april 2000) var en dansk erhvervsleder.
Ole Scherfig var søn af realskolebestyrer Harald Jensen og hustru Ingeborg. Hans onkel var forfatteren Hans Scherfig. Han blev som jurastuderende aktiv i DIS, Danmarks Internationale Studenterkomité, hvor han i efterkrigstiden mødte de senere erhvervsledere Poul Svanholm og Olav Grue. Scherfig fuldførte ikke studierne, men blev i stedet administrerende direktør i DIS 1960-72.
Siden hentede Svanholm ham til Carlsberg. Scherfig var netop blevet udnævnt til koncerndirektør i Carlsberg, da han sammen med Grue og Kristian Mogensen satte sig for at redde Berlingske Tidende, der var i dyb krise (1982). Han fik imidlertid en blodprop og måtte opgive direktørstillingen. Efter en hjerteoperation fortsatte han som formand for Det Berlingske Officin. Senere fik han også til opgave som bestyrelsesformand at styre realkreditinstituttet BRFkredit ud af en krise i begyndelsen af 1990'erne og havde også bestyrelsesposter i Novo Nordisk og Storebæltsforbindelsen. Han var Ridder af Dannebrog.
Han var gift med forstander Lise Scherfig, med hvem han fik børnene Vibeke Wrede, Lone Scherfig og Christian Scherfig.